# Carathis byblis
Carathis byblis är en fjärilsart som beskrevs av William Schaus 1892. Carathis byblis ingår i släktet Carathis och familjen björnspinnare. Inga underarter finns listade i Catalogue of Life.